# 娃哈哈
杭州娃哈哈集团有限公司（英語：Hangzhou Wahaha Group Co.,Ltd.）是中华人民共和国最大的食品饮料生产企业，也是全球排列第5的大饮料生产企业。
1987年，宗慶后於杭州創辦娃哈哈，并且在短時間內發展成為龐大的飲料集團。2004年，娃哈哈合资公司的資產值約55億元人民幣，在中國的19個省市有50多家全資或者控股公司。2011年，娃哈哈的营业额為678.55億人民幣。公司位列2013年中国企业500强的第179位、中国制造业500强的第83位。在2013中国民营企业500强中娃哈哈营业收入居第19位。2016年，娃哈哈合资公司以494亿人民币营业收入在"中国企业500强"中排名第271位。

## 发展历程
娃哈哈集团的前身为1987年7月由宗庆后创办的杭州保灵儿童营养食品厂，起初业务为杭州保灵集团代加工“花粉口服液”。1988年，以浙江医科大学营养学系朱寿民教授的配方，开发出当时全国第一款专供儿童饮用的营养品。同年6月在《杭州日报》刊登有奖征名启事向社会征名，最终采用了时任杭州市上城区少年宫主任的朱松林提出、取自同名新疆民歌的“娃哈哈”。1988年10月20日，娃哈哈儿童营养液正式上市，并以「喝了娃哈哈，吃飯就是香」为廣告语，產品一炮而紅，迅速走向全国，成为企业的拳头产品。1989年4月17日，企业更名为“杭州娃哈哈营养食品厂”。1990年，全厂销售收入即突破亿元大关。
1991年，在杭州市政府的牵线搭桥下，娃哈哈营养食品厂以8000余万元的代价有偿兼并拥有厂房面积6万平方米、职工2000多人的国营老厂“杭州罐头食品厂”，推出八宝粥、银耳燕窝、红豆沙、绿豆沙等罐头食品，仅用3个月将原本亏损4000多万的杭罐厂扭亏为盈。同年，面对竞争对手乐百氏的直接竞争，娃哈哈转型生产饮料，推出果奶产品，通过走口味差异化路线及进行大规模的免费赠饮等营销活动，逐渐在全国市场站稳脚跟。
1994年，娃哈哈确定了“西进北上”战略，为對口支援三峡库区移民工作，兼并了重庆当地受淹的三家特困企业，组建娃哈哈涪陵公司，开始在异地投资建厂的步伐。1995年，娃哈哈密集推出马蹄爽、果冻、膨化食品等多个产品，但反响不佳，宗庆后反思后决定缩减产品线，集中精力走“大单品路线”。1996年，娃哈哈针对竞争对手乐百氏钙奶推出“娃哈哈AD钙奶”，在钙奶的基础上添加了维生素，并投入巨额广告费用营销“娃哈哈纯净水”。1998年5月，推出“非常可乐”，进入碳酸饮料市场。2000年后，又先后进入果汁饮料、茶饮料、功能饮料等市场。2005年，推出的乳饮料新品“营养快线”和“爽歪歪”上市后获得了极大成功，成为集团龙头产品之一。
2013年1月15日，英格蘭超級足球聯賽曼徹斯特聯足球會宣佈娃哈哈成為其新贊助商。2022年亚洲运动会中，娃哈哈为其官方赞助商。
2024年2月宗庆后逝世后，加上与农夫山泉的纷争陷入舆论风波，使娃哈哈相关产品销量大幅增加。虽然公司官方社交账号呼吁理性消费，但热度不减。在网络平台，娃哈哈热门产品的发货期限延长至25天，官方回应是近期消费者购买热情较高，导致打包和发货速度无法跟进。3月12日，娃哈哈在抖音开设的直播间销售额出现明显下滑，但粉丝数大幅上涨。在线下渠道，娃哈哈的销量出现大幅上升，甚至出现断货；与此同时，娃哈哈扩张线下布局，在全国范围内大量投放冰柜。

## 业务
娃哈哈集团以食品饮料为主营业务，产品涵盖饮用水、乳饮料、碳酸饮料、茶饮料等十余类200多个品种，拥有全国各地6000多个一级批发商及二级、三级批发商和销售终端营销网络。其产品亦出口海外市场，涵盖9大类产品，销往世界30多个国家和地区。另外于2013年，娃哈哈开始涉足智能机器人领域，2019年成立娃哈哈智能机器人公司，实现业务转型。

### 产品系列
括号内的为代表产品。
- 饮用水（纯净水、晶钻水、苏打水）
- 茶饮料（龙井绿茶、蜂蜜绿茶、冰红茶）
- 乳饮料（AD钙奶、爽歪歪、乳娃娃、营养快线）
- 碳酸饮料（非常可乐、非常柠檬、格瓦斯、C驱动）
- 奶茶饮料（呦呦奶茶）
- 八宝粥
- 大健康（儿童营养液）

### 主要产品

#### AD钙奶

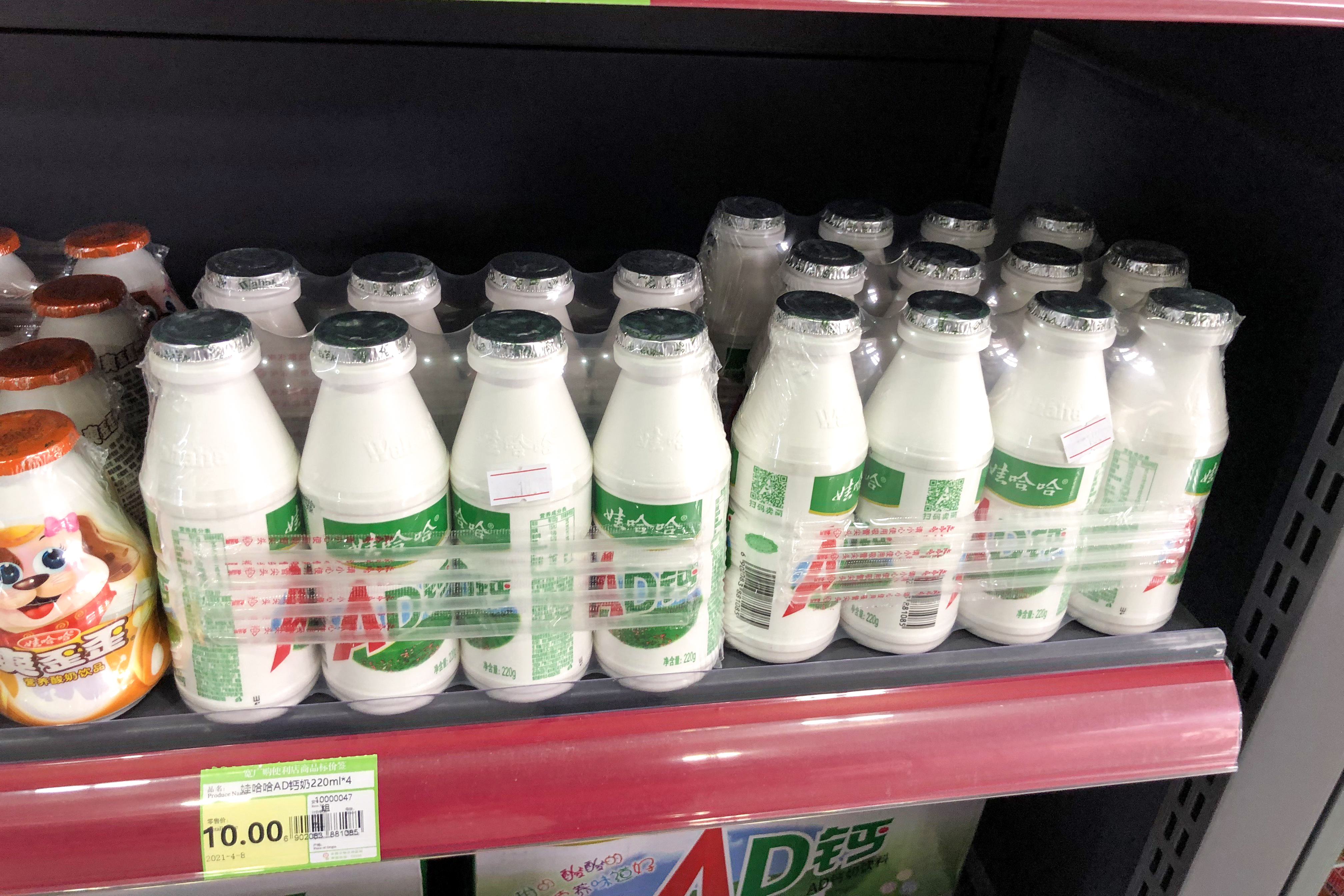
兴隆县西站销售的娃哈哈AD钙奶

娃哈哈1996年推出AD钙奶，系以牛奶为基础，辅以维生素A和维生素D的饮料，1997年销量达到10.7亿瓶，后来更成为中国内地20世纪80年代至90年代生人的集體回憶。2018年，宗馥莉启动AD钙奶产品IP化运作改革，至2021年AD钙奶销售额重回100亿元人民币。

#### 纯净水

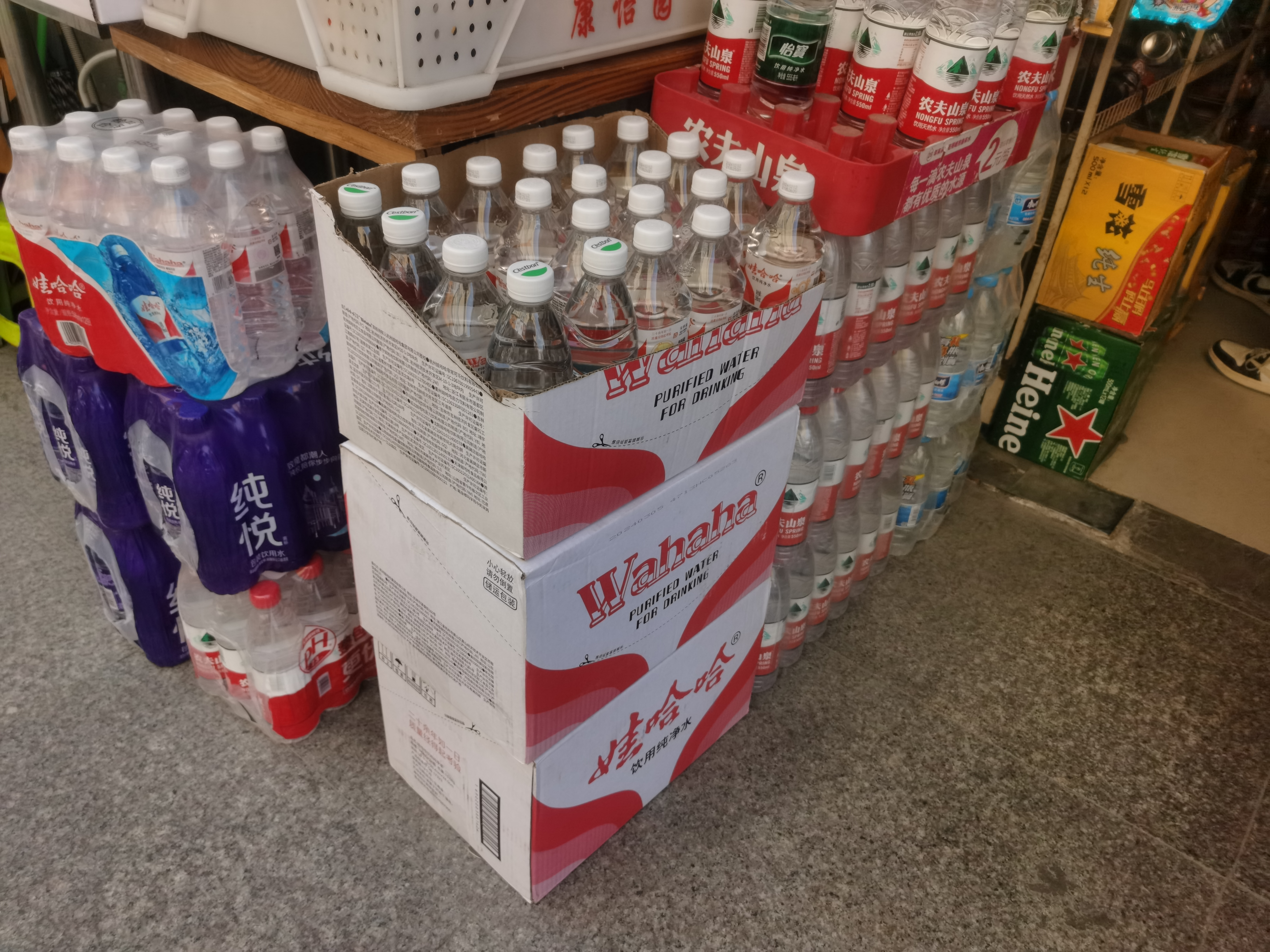
娃哈哈纯净水

娃哈哈于1996年推出纯净水，是中国大陆第一个引进二级反渗透技术和臭氧杀菌工艺生产的饮用水产品，其电导率远优于中国瓶装饮用纯净水标准，因而成为中国大陆各科研实验室的常用水源。娃哈哈纯净水最先由景岗山代言，凭借广告主题曲《我的眼里只有你》走红。1998年签约王力宏成为其代言人，期间宗庆后为王力宏颁发过“荣誉员工”证书。王力宏与娃哈哈的合作期至2018年结束。2020年再签约许光汉成为新一任代言人。
娃哈哈纯净水在1990年代末的销售额位居当时中国大陆首位，与乐百氏同为当时的竞争对手。但之后几年被农夫山泉超越，甚至引发了二者的不正当竞争。至2023年，娃哈哈纯净水的市占率仅有9.9%。

#### 非常可樂
在娃哈哈一連串產品中，1998年推出的非常可樂頗受中國媒體注目，視此為中國民族企業挑戰美國可口可樂及百事可樂公司的舉動，因而引起廣泛的報道。自98年5月投產後，非常可樂亦利用民族情感推銷產品，其口號為「非常可樂，中國人自己的可樂」，但為避免與兩大可樂集團正面交鋒，非常可樂集中在中西部市場及農村等遍遠地銷售，該年佔中國微碳酸飲品市場的12%。套用宗慶后的話：「一級城市是可口可樂與百事可樂的天下，我們與他們正面交鋒肯定會失敗。所以非常可樂避開風頭，轉而搶佔了二三級市場。」
2003年，非常可樂年產銷量為62萬噸，佔可口可樂在中國銷量35%，佔百事可樂在中國銷量的70%。2004年的娃哈哈開始擴大在城市的宣傳，但非常可樂仍依重農村市場。

#### 营养快线
营养快线，果汁与香浓牛奶的结合研制而成的一种全新的牛奶果昔饮品。一上市就赢得了众多消费者的喜爱。该款饮品在2011年销售总量突破了150亿元，2013年又突破了200亿元，数度创造了中国国内饮料行业单品销量的奇迹。据悉，营养快线自2004年投产以来，不但迅速风靡国内市场，而且在世界市场也广受追捧。2007年，娃哈哈营养快线相继进入俄罗斯、越南市场。在2008年娃哈哈营养快线进入加拿大市场而在2010年进入新加坡市场。目前营养快线主要出口到美国，加拿大，柬埔寨、新加坡。目前销售量最大的是柬埔寨市场，去年柬埔寨市场销售约50多万美元，美国次之，约30多万美元，加拿大约10多万美元。

#### 娃哈哈奶茶店
2019年底，娃哈哈开启线下茶饮店品牌项目，并开始在全中国扩张线下门店。

#### 童裝市場
2002年，娃哈哈認為飲品市場大致成形，由幾家公司獨大，決定成立娃哈哈童裝公司，同年5月在北京舉行「娃哈哈七彩童年」健康童裝首次展示會。這次決原意是令集團業務多元化，但中國童裝市場並未成熟，童裝雖然需求量大，兒童卻長得太快，買品牌童裝的人還不多，2004年該集團放棄縣級市場，轉在地級市銷售。

## 附註
1. ↑  即“国家参股公司”或“政府参股公司”，不是嚴格上的国有企业。

## 外部連結
- 娃哈哈官方網站 （页面存档备份，存于）